# Рынска, Божена
Боже́на Ры́нска (полное имя — Боже́на Льво́вна Малаше́нко, до замужества — Боже́на Льво́вна Ры́нская, имя при рождении — Евге́ния Льво́вна Рынская, род. 20 января 1975, Ленинград) — российская журналистка, светская обозревательница, колумнистка газеты «Известия» (2005—2009), журнала «GQ» (2009), портала «Газета.Ru» (2009—2013). Известна также как блогер и писательница.

## Биография
Родилась 20 января 1975 года в семье энергетика Льва Исааковича Рынского и преподавателя математики Аллы Константиновны Рынской. Родители развелись, когда Евгения была ещё школьницей. Её детство и юность прошли в Ленинграде, где она окончила физико-математическую 239-ю школу, а затем работала в газете «Смена». Позже уехала в США, однако довольно скоро вернулась в Россию. Училась на режиссёрском факультете Ленинградского института театра, музыки и кинематографии (ныне Российский государственный институт сценических искусств). Снималась в эпизодической роли официантки Жени в сериале «Улицы разбитых фонарей» (серия «Петербургский презент»).
Карьеру журналиста начала в 1998 году. Работала в петербургском Агентстве журналистских расследований (АЖУР). После переезда в Москву стала работать под псевдонимом Божена Рынска. С 2003 по 2004 год несколько месяцев сотрудничала с газетой «Коммерсантъ» в качестве внештатного корреспондента, с 2004 года — в газете «Известия», где открыла и пять с половиной лет вела раздел светской хроники, став, по оценкам прессы, «одним из самых скандальных светских обозревателей столицы».
Автор книги «Слава Богу, я VIP!», вышедшей в 2008 году 10-тысячным тиражом в издательстве «Астрель», переиздана в 2010 году. Содержание представляет собой оригинальный путеводитель по списку Forbes, где Рынска описывает опыт общения и впечатления от персонажей своих светских обозрений.
Успехом пользуется блог Рынски под ником «becky-sharpe» в Живом Журнале, выдержанный в менее сдержанной стилистике, чем её книжные тексты. Ряд российских журналистов, к примеру Наталья Радулова в «Огоньке», обращает внимание на используемую в оформлении блога Божены фразу Коко Шанель: «Мне плевать, что вы обо мне думаете. Я о вас не думаю вообще», характеризуя её как девиз, описывающий авторский подход к ведению блога. По данным РБК, в сентябре 2013 года блог Рынской занимал 41-ю позицию по популярности среди блогов «ЖЖ».
Известна также освещавшимися в прессе скандалами с участием медийных персон — писательницы Татьяны Толстой и актёра Никиты Джигурды. В 2008 году выступила в защиту арестованного бывшего вице-президента ЮКОСа Василия Алексаняна. В 2011—2012 годах принимала участие в митингах за честные выборы в Москве, упоминалась в прессе как секс-символ российской оппозиции и светская львица. 6 декабря была задержана во время несанкционированной акции на Триумфальной площади, после чего опубликовала в блоге ряд постов, использующих в отношении производящих задержания слова «нелюди» и «зверьё» и размышления о том, что «может,… шило с собой брать, чтобы изловчиться и глаз кому-нибудь из них выколоть?». Доследственная проверка, начатая по этому инциденту СК РФ, сочла высказывания Рынской в адрес полицейских малозначительными и не опасными для общества. В интервью Рынска заявляла, что эти высказывания извратили, объяснив, что лишь заявляла о своём праве на самозащиту от незаконных действий.
В январе 2012 года попала в список «100 влиятельных россиянок» на 89-ю позицию по рейтингу журнала «Огонёк», радиостанции «Эхо Москвы» и информагентства «РИА Новости».
Рынска также известна своими резкими высказываниями в блогосфере, которые зачастую порождают широкий общественный резонанс. В феврале 2019 года она прокомментировала пожар в жилом доме на Никитском бульваре, возложив вину на малоимущих жителей коммунальной квартиры. Впоследствии она пересмотрела свою позицию и заявила, что виновником пожара является риэлтор, который «превратил квартиру в слободку, сдавая комнаты».

### Конфликт с телекомпанией НТВ
11 сентября 2013 года произошёл инцидент во дворе дома на Лесной улице в Москве, где проживали Божена Рынска и Игорь Малашенко. Согласно информации московских правоохранительных органов и телевизионному репортажу НТВ, Рынска и Малашенко (руководивший телекомпанией НТВ в 1990-е годы) напали на корреспондента и оператора НТВ при осуществлении ими профессиональной деятельности, отобрали микрофон и нанесли им побои. По собственной версии, Рынска и Малашенко никак не могли отвязаться от назойливых журналистов, поджидавших их возле дома. Комментируя потасовку, «Новая газета» охарактеризовала методы работы журналистов НТВ как «далёкие от профессиональных», а поведение Божены — как реакцию «разъярённого зверя».
2 апреля 2014 года прокуратура г. Москвы утвердила обвинительный акт по уголовному делу в отношении Рынски, обвиняемой в повреждении чужого имущества и причинении побоев из хулиганских побуждений. 17 июня 2014 года в Тверском суде Москвы началось слушание уголовного дела по существу.
29 сентября 2014 года Рынска была признана виновной в «причинении побоев из хулиганских побуждений» и «умышленном повреждении чужого имущества», приговорена мировым судом к 1 году исправительных работ с удержанием в доход государства 10 % её заработка. Вышестоящий суд, рассмотрев жалобу осуждённой, подтвердил приговор.
Рынска называет травлей действия сотрудников НТВ, которые, по её словам, преследовали её длительное время у дома и следили за ней на автомобиле. В интервью телеканалу «Дождь» Рынска призналась, что для неё результатом этой травли стала потеря ребёнка и попытки самоубийства.
25 декабря 2016 года Божена Рынска, комментируя на своей странице в Facebook крушение самолёта Ту-154, написала, что испытывает боль по поводу гибели артистов ансамбля Александрова, но одновременно благодарна «боженьке за бонус в виде съёмочной группы НТВошек». Данный комментарий вызвал резкую реакцию ряда официальных лиц и пользователей сети Интернет. В ответ на эти высказывания на онлайн-платформе Change.org была опубликована петиция с требованием лишить Рынску российского гражданства и выдворить её из страны. Уже спустя три дня, по данным на 28 декабря 2016 года, эта петиция собрала более 120 тысяч голосов.

## Личная жизнь
Пресса сообщала о многочисленных романах и увлечениях Рынски. В феврале 2012 года стало известно, что она состоит в незарегистрированном браке с тележурналистом и политологом Игорем Малашенко (1954—2019).
В сентябре 2018 года Рынска и Малашенко официально зарегистрировали свой брак в Москве; Рынска взяла фамилию Малашенко. 25 февраля 2019 года, вскоре после того, как Рынска сообщила о госпитализации мужа с неврологическими проблемами, Малашенко покончил с собой в собственном доме в Испании.
5 марта 2020 года суррогатная мать родила Божене дочь Евгению от Игоря Малашенко.
Проживает в Юрмале и Израиле.

## Книга
- Рынска, Божена. Слава Богу, я — VIP!. — М.: АСТ, Астрель, 2008. — 352 с. — 10 000 экз. — ISBN 978-5-17-052683-3, ISBN 978-5-271-20239-1